# Johann Gottfried Maltusch
Johann Gottfried („Götz“) Maltusch (* 8. September 1911 in Berlin; † 28. März 1980 in Bückeburg) war ein deutscher evangelisch-lutherischer Theologe und Landesbischof der Evangelisch-Lutherischen Landeskirche Schaumburg-Lippe.

## Leben
Maltusch studierte Theologie in seiner Heimatstadt Berlin, wo er während der NS-Zeit als Leiter eines evangelischen Schüler-Bibelkreises in Konflikt mit der Hitler-Jugend geriet und als Glied der Bekennenden Kirche mehrfach in Schutzhaft genommen wurde. 1936 legte er das erste, 1939 das zweite theologische Examen vor der Prüfungskommission der Bekennenden Kirche Berlin-Brandenburg ab. Von 1936 bis 1940 war er Jugendpastor in Berlin. Nach Wehrdienst und Kriegsgefangenschaft wurde er 1945 für kurze Zeit Pastor an der St.-Johannis-Kirche in Lüneburg. Im Dezember des gleichen Jahres trat er eine Stelle als Jugendpfarrer der oldenburgischen Landeskirche an, betrieb maßgeblich den Aufbau der kirchlichen Jugendarbeit in Oldenburg und kümmerte sich um Unterstützung für die Flüchtlingsjugend. 1949 wurde er auch Leiter des Evangelischen Hilfswerks in Oldenburg.
1957 wechselte Maltusch als Hauptgeschäftsführer der Inneren Mission nach Hannover. Er hatte wesentlichen Anteil am Zusammenschluss der Inneren Mission mit dem Hilfswerk der hannoverschen Landeskirche. 1959 wurde er Hauptgeschäftsführer der vereinigten Einrichtung, deren Ausbau er nachhaltig beeinflusste. 1966 wählte ihn die schaumburg-lippische Landessynode als Nachfolger Wilhelm Henkes zum Landesbischof. Seine Amtszeit war geprägt von der Intensivierung des Gemeindelebens, besonders durch den Neubau von Gemeindehäusern, aber auch durch die Renovierung historisch bedeutsamer Kirchenbauten.
1978 ließ die Ev.-luth. Landeskirche Schaumburg-Lippes unter seiner Leitung in einem bis dahin einmaligen Vorgang wegen dessen Unterstützung gewalttätiger Organisationen aus dem Sonderfonds des Antirassismusprogramms ihre Mitgliedschaft im Weltkirchenrat ruhen. Auslöser war die Bewilligung von 170.000 DM für die Patriotische Front in Rhodesien.
Ein besonders Anliegen war Maltusch die Erinnerung an Johann Gottfried Herder, der von 1771 bis 1776 als Prediger und Konsistorialrat in Bückeburg gewirkt hatte. Die von ihm ins Leben gerufenen wissenschaftlichen Herdertagungen genossen internationalen Ruf.
Im Oktober 1979 trat Maltusch in den Ruhestand. Er starb nur wenige Monate später an Herzversagen.

## Auszeichnungen
Maltusch war Träger des Großen Verdienstkreuzes des Niedersächsischen Verdienstordens und der Uhlhorn-Plakette des Diakonischen Werks der Evangelisch-lutherischen Landeskirche Hannovers.